# Ломакин-Румянцев, Александр Вадимович
Алекса́ндр Вади́мович Лома́кин-Румя́нцев (род. 19 декабря 1954; Москва) — российский государственный, политический, общественный деятель. Депутат Государственной думы V и VI созыва от фракции «Справедливая Россия» (C 2007). Инвалид 1-й группы, председатель Всероссийского общества инвалидов (1991—2014).

## Биография
Родился 19 декабря 1954 года в Москве.
В 1977 году окончил ВГИК по специальности кинооператор-журналист. До 1980 года работал в Центральной студии документальных фильмов. После получения 1-й группы инвалидности в результате травмы позвоночника прекратил в ней свою деятельность.
С 1985 по 1990 год преподавал в Заочном народном университете искусств.
Принимал участие в создании Всероссийского общества инвалидов в 1988 году, а в августе того же года стал членом Центрального правления и Президиума Центрального правления.
С 1991 по 1992 год являлся членом коллегии Министерства социального обеспечения РСФСР — РФ. Был заместителем председателя Совета по делам инвалидов при Президенте Российской Федерации. Был членом Экспертного Совета по социальной политике общественно-консультативного Совета при полномочном представителе Президента Российской Федерации в Центральном федеральном округе.
С 2005 по 2007 год был членом Общественной палаты, в которой возглавлял комитет по делам инвалидов и детей-инвалидов.
С 1991 года до декабря 2014 года - председатель Всероссийского общества инвалидов. Ныне - почетный председатель ВОИ.
2 декабря 2007 года избран депутатом государственной думы по списку партии «Справедливая Россия: Родина/Пенсионеры/Жизнь». В госдуме является членом комитета по труду и социальной политике.
С 2008 года - член Совета при Президенте РФ по делам инвалидов, а с 2012 года - член Комиссии по делам инвалидов при Президенте РФ.
На VI Съезде партии Справедливая Россия, который проходил 24 сентября 2011 года, выдвинут кандидатом в депутаты Государственной Думы шестого созыва под номером 4 в составе федеральной части списка кандидатов.. 4 декабря 2011 года был избран.
Его брат, Ломакин-Румянцев Илья Вадимович, возглавлял в 2009—2011 Экспертное управление Администрации Президента Российской Федерации.

## Награды
- Орден Почёта
- Медаль «В память 850-летия Москвы»
- Медаль «В память 1000-летия Казани»
- Благодарность Правительства Российской Федерации (14 ноября 2011 года) — за многолетнюю плодотворную законотворческую деятельность[4]
- Почётная грамота Правительства Российской Федерации (28 ноября 1996 года) — за большой личный вклад в решение задач социальной интеграции инвалидов в общество
- Почётный знак «За заслуги в развитии олимпийского движения в России»
- Почётный знак «За защиту прав человека»